# David Nobbs
David Nobbs (Petts Woods, 13 de març de 1935 - 9 d'agost de 2015) fou un novel·lista britànic, creador de la sèrie The Fall and Rise of Reginald Perrin (emesa a Espanya com Caída y auge de Reginald Perrin), basada en la seva novel·la homònima de 1975 (traduïda per Impedimenta el 2012), autèntic punt culminant de l'«humor trist» britànic. Nascut el 1935 a Kent, Nobbs va estudiar a Cambridge i va escriure guions de ràdio i televisió durant uns quants anys per a molts dels humoristes de l'època. Va publicar gairebé una vintena de novel·les.

## Obra

### Novel·les
- The Itinerant Lodger (1965)
- Ostrich Country (1968)
- A Piece of the Sky is Missing (1969)
- The Death of Reginald Perrin (1975, després anomenada The Fall and Rise of Reginald Perrin)
- The Return of Reginald Perrin (1977)
- The Better World of Reginald Perrin (1978)
- Second From Last in the Sack Race (1983)
- A Bit of a Do (1986)
- Pratt of the Argus (1988)
- Fair Do's (1990)
- The Cucumber Man (1994)
- The Legacy of Reginald Perrin (1996)
- Going Gently (2000)
- Sex and Other Changes (2004)
- Pratt à Manger (2006)
- Cupid's Dart (2008)
- Obstacles to Young Love (2010)
- It Had to be You (2011)
- The Fall and Rise of Gordon Coppinger (2012)
- The Second Life of Sally Mottram (2014)

### Treballs per a televisió
- The Two Ronnies (col·laborador)
- Shine a Light
- The Fall and Rise of Reginald Perrin
- The Sun Trap
- The Hello Goodbye Man
- A Bit of a Do
- Fairly Secret Army
- Dogfood Dan and the Carmarthan Cowboy
- The Life and Times of Henry Pratt
- Rich Tea and Sympathy
- The Legacy of Reginald Perrin
- Love on a Branch Line
- Stalag Luft
- Reggie Perrin

### No-ficció
- I Didn't Get Where I Am Today (autobiografia, 2001)